# Qualificazioni al campionato mondiale di calcio 2022 - CONCACAF - seconda fase

## Formula
Si affrontano le 6 squadre vincitrici del primo round. Le 3 vincenti avranno il diritto di partecipare alla terza fase assieme alle cinque migliori del continente.

## Incontri

### Risultati
| Squadra 1           | Totale | Squadra 2   | Andata | Ritorno |
| ------------------- | ------ | ----------- | ------ | ------- |
| Saint Kitts e Nevis | 0 – 6  | El Salvador | 0 - 4  | 0 - 2   |
| Haiti               | 0 – 4  | Canada      | 0 - 1  | 0 - 3   |
| Panama              | 2 – 1  | Curaçao     | 2 - 1  | 0 - 0   |

### Andata
| Arbitro: | Kevin Morrison |

|  |           |                                            |
|  | Marcatori | 3’, 27’ Rugamas 20’ Pérez 64’ (rig.) Cerén |

| Arbitro: | John Pitti |

|  |           |           |
|  | Marcatori | 14’ Larin |

| Arbitro: | Jaime Alfredo Herrera Bonilla |

|                           |           |           |
| Quintero 55’ Waterman 77’ | Marcatori | 87’ Janga |

### Ritorno
| Arbitro: | Keylor Antonio Herrera Villalobos |

|                     |           |  |
| Pérez 24’ Mayen 87’ | Marcatori |  |

| Arbitro: | Rubiel Vazquez |

|                                           |           |  |
| Duverger 47’ (aut.) Larin 74’ Hoilett 89’ | Marcatori |  |

| Willemstad 15 giugno 2021, ore 20:00 UTC-4 | Curaçao     | 0 – 0 referto | Panama | Stadio Ergilio Hato\| Arbitro: \| Marco Ortíz \| |
| Arbitro:                                   | Marco Ortíz |               |        |                                                  |

## Classifica marcatori
2 reti
- Cyle Larin

- Joshua Pérez

- David Rugamas

1 rete
- David Hoilett
- Rangelo Janga

- Darwin Cerén (1 rig.)
- Gerson Mayen

- Alberto Quintero
- Cecilio Waterman

Autoreti
- Josué Duverger (1, pro  Canada)